# Discographie de Snow Patrol
La discographie de Snow Patrol, groupe de rock alternatif britannique, comprend l'ensemble des disques publiés au cours de leur carrière. Elle est composée de sept albums studio, deux compilations, huit EP, un DVD et une trentaine de singles. À la fin des années 2000, le groupe a vendu plus de 10 millions d'albums à travers le monde.

## Albums

### Albums studio
| Titre                                        | Détails                                                                           | Classement des ventes | Classement des ventes | Classement des ventes | Classement des ventes | Classement des ventes | Classement des ventes | Classement des ventes | Classement des ventes | Classement des ventes | Classement des ventes | Classement des ventes | Classement des ventes | Classement des ventes | Classement des ventes | Classement des ventes | Classement des ventes | Certifications                                                     |
| Titre                                        | Détails                                                                           | ALL                   | AUS                   | AUT                   | BEL                   | CAN                   | DAN                   | ESP                   | USA                   | FRA                   | IRL                   | NOR                   | NZL                   | P-B                   | R-U                   | SUÈ                   | SUI                   | Certifications                                                     |
| -------------------------------------------- | --------------------------------------------------------------------------------- | --------------------- | --------------------- | --------------------- | --------------------- | --------------------- | --------------------- | --------------------- | --------------------- | --------------------- | --------------------- | --------------------- | --------------------- | --------------------- | --------------------- | --------------------- | --------------------- | ------------------------------------------------------------------ |
| Songs for Polarbears                         | - Sortie : 31 août 1998 - Label : Jeepster Records - Format(s) : CD, LP           | —                     | —                     | —                     | —                     | —                     | —                     | —                     | —                     | —                     | 90                    | —                     | —                     | —                     | 143                   | —                     | —                     | : Or                                                               |
| When It's All Over We Still Have to Clear Up | - Sortie: 5 mars 2001 - Label: Jeepster Records - Format(s): CD, LP               | —                     | —                     | —                     | —                     | —                     | —                     | —                     | —                     | —                     | —                     | —                     | —                     | —                     | 129                   | —                     | —                     | : Or                                                               |
| Final Straw                                  | - Sortie : 4 août 2003 - Label : Fiction Records - Format(s) : CD, LP, CD+DVD     | —                     | —                     | —                     | —                     | —                     | —                     | —                     | 91                    | —                     | 1                     | —                     | —                     | 49                    | 3                     | —                     | —                     | : 6 × Platine · : Platine · : Or ·                                 |
| Eyes Open                                    | - Sortie : 1er mai 2006 - Label : Fiction Records - Format(s) : CD, LP, CD+DVD    | 37                    | 1                     | 3                     | 9                     | —                     | —                     | 47                    | 27                    | 67                    | 1                     | 39                    | 1                     | 6                     | 1                     | 16                    | 15                    | : 8 × Platine · : 4 × Platine · : 3 × Or · : Platine · : Platine · |
| A Hundred Million Suns                       | - Sortie : 24 octobre 2008 - Label : Fiction Records - Format(s) : CD, LP, CD+DVD | 14                    | 6                     | 17                    | 16                    | 9                     | —                     | —                     | 9                     | 69                    | 1                     | —                     | 6                     | 8                     | 2                     | —                     | 7                     | : Platine · : Or · : Or ·                                          |
| Fallen Empires                               | - Sortie : 11 novembre 2011 - Label : RCA Records - Format(s) : CD, LP, CD+DVD    | 3                     | 24                    | 10                    | 4                     | 2                     | 27                    | 65                    | 5                     | 70                    | 1                     | 40                    | 27                    | 1                     | 3                     | —                     | 6                     | : Platine · : Or                                                   |
| Wildness                                     | - Sortie : 25 mai 2018 - Label : Republic Records - Format(s) : CD                | 9                     | 12                    | 11                    | 2                     | —                     | —                     | 59                    | 49                    | 48                    | 1                     | —                     | —                     | 5                     | 2                     | —                     | 3                     | : Or                                                               |
| The Forest Is the Path                       | - Sortie : 13 septembre 2024 - Label : Polydor - Format(s) : CD                   |                       |                       |                       |                       |                       |                       |                       |                       |                       |                       |                       |                       |                       |                       |                       |                       | : Or                                                               |

### Compilations
| Titre         | Détails                                                                                        | Classement des ventes | Classement des ventes | Classement des ventes | Classement des ventes | Classement des ventes | Classement des ventes | Classement des ventes | Classement des ventes | Classement des ventes | Classement des ventes | Classement des ventes | Certifications |
| Titre         | Détails                                                                                        | ALL                   | AUT                   | BEL                   | DAN                   | USA                   | FRA                   | IRL                   | NOR                   | P-B                   | R-U                   | SUI                   | Certifications |
| ------------- | ---------------------------------------------------------------------------------------------- | --------------------- | --------------------- | --------------------- | --------------------- | --------------------- | --------------------- | --------------------- | --------------------- | --------------------- | --------------------- | --------------------- | -------------- |
| Up to Now     | - Sortie : 6 novembre 2009 - Label : Fiction Records - Format(s) : Double CD, Digipak, Box set | 38                    | 62                    | 8                     | 2                     | 182                   | 85                    | 5                     | 5                     | 5                     | 3                     | 36                    | : 3 × Platine  |
| Greatest Hits | - Sortie : 14 mai 2013 - Label : Polydor - Format(s) : CD                                      | —                     | —                     | —                     | —                     | 113                   | —                     | —                     | —                     | —                     | —                     | —                     |                |
| Reworked      | - Sortie : 1er novembre 2019 - Label : Polydor - Format(s) : CD                                |                       |                       |                       |                       |                       |                       |                       |                       |                       |                       |                       |                |

### EPs
| Titre                          | Date de sortie   | Type         | Label           |
| ------------------------------ | ---------------- | ------------ | --------------- |
| The Yogurt vs. Yogurt Debate   | janvier 1995     | K7           | auto-édité      |
| Starfighter Pilot              | 13 juin 1997     | CD           | Electric Honey  |
| Sessions@AOL                   | 15 juin 2004     | iTunes Store | Fiction Records |
| Live and Acoustic at Park Ave. | 27 décembre 2005 | CD           | Fiction Records |
| Sessions@AOL                   | 31 octobre 2006  | iTunes Store | Fiction Records |

| Titre                            | Date de sortie   | Type         | Label           |
| -------------------------------- | ---------------- | ------------ | --------------- |
| iTunes Live from London          | 19 février 2009  | iTunes Store | Fiction Records |
| iTunes Live: London Festival '09 | 9 juillet 2009   | iTunes Store | Fiction Records |
| Called Out in the Dark           | 4 septembre 2011 | iTunes Store | Fiction Records |
| Reworked EP1                     | 9 août 2019      | iTunes Store | Fiction Records |

## DVD
| Titre                  | Date de sortie   | Type | Label           |
| ---------------------- | ---------------- | ---- | --------------- |
| Live at Somerset House | 23 novembre 2004 | DVD  | Fiction Records |

## Singles
| Année | Single                                         | Classement des ventes | Classement des ventes | Classement des ventes | Classement des ventes | Classement des ventes | Classement des ventes | Classement des ventes | Classement des ventes | Classement des ventes | Classement des ventes | Classement des ventes | Classement des ventes | Classement des ventes | Classement des ventes | Classement des ventes | Classement des ventes | Album                                        |
| Année | Single                                         | ALL                   | AUS                   | AUT                   | BEL                   | CAN                   | DAN                   | ESP                   | USA                   | FRA                   | IRL                   | NOR                   | NZL                   | P-B                   | R-U                   | SUÈ                   | SUI                   | Album                                        |
| ----- | ---------------------------------------------- | --------------------- | --------------------- | --------------------- | --------------------- | --------------------- | --------------------- | --------------------- | --------------------- | --------------------- | --------------------- | --------------------- | --------------------- | --------------------- | --------------------- | --------------------- | --------------------- | -------------------------------------------- |
| 1998  | Little Hide                                    | —                     | —                     | —                     | —                     | —                     | —                     | —                     | —                     | —                     | —                     | —                     | —                     | —                     | —                     | —                     | —                     | Songs for Polarbears                         |
| 1998  | One Hundred Things You Should Have Done in Bed | —                     | —                     | —                     | —                     | —                     | —                     | —                     | —                     | —                     | —                     | —                     | —                     | —                     | 157                   | —                     | —                     | Songs for Polarbears                         |
| 1998  | Velocity Girl / Absolute Gravity               | —                     | —                     | —                     | —                     | —                     | —                     | —                     | —                     | —                     | —                     | —                     | —                     | —                     | 177                   | —                     | —                     | Songs for Polarbears                         |
| 1999  | Starfighter Pilot                              | —                     | —                     | —                     | —                     | —                     | —                     | —                     | —                     | —                     | —                     | —                     | —                     | —                     | 161                   | —                     | —                     | Songs for Polarbears                         |
| 2000  | Ask Me How I Am                                | —                     | —                     | —                     | —                     | —                     | —                     | —                     | —                     | —                     | —                     | —                     | —                     | —                     | 116                   | —                     | —                     | When It's All Over We Still Have to Clear Up |
| 2001  | One Night Is Not Enough                        | —                     | —                     | —                     | —                     | —                     | —                     | —                     | —                     | —                     | —                     | —                     | —                     | —                     | 105                   | —                     | —                     | When It's All Over We Still Have to Clear Up |
| 2003  | Spitting Games                                 | —                     | —                     | —                     | —                     | —                     | —                     | —                     | —                     | —                     | —                     | —                     | —                     | —                     | 54                    | —                     | —                     | Final Straw                                  |
| 2004  | Run                                            | —                     | 76                    | —                     | —                     | —                     | —                     | —                     | —                     | —                     | 25                    | —                     | —                     | 71                    | 5                     | —                     | —                     | Final Straw                                  |
| 2004  | Chocolate                                      | —                     | —                     | —                     | —                     | —                     | —                     | —                     | —                     | —                     | 40                    | —                     | —                     | 34                    | 24                    | —                     | —                     | Final Straw                                  |
| 2004  | Spitting Games (réédition)                     | —                     | —                     | —                     | —                     | —                     | —                     | —                     | —                     | —                     | 41                    | —                     | —                     | —                     | 23                    | —                     | —                     | Final Straw                                  |
| 2004  | How to Be Dead                                 | —                     | —                     | —                     | —                     | —                     | —                     | —                     | —                     | —                     | 42                    | —                     | —                     | —                     | 39                    | —                     | —                     | Final Straw                                  |
| 2006  | You're All I Have                              | 100                   | —                     | —                     | 59                    | —                     | —                     | —                     | —                     | —                     | 12                    | —                     | 25                    | 88                    | 7                     | —                     | —                     | Eyes Open                                    |
| 2006  | Chasing Cars                                   | 8                     | —                     | 2                     | 3                     | 18                    | 13                    | 19                    | 5                     | 32                    | 6                     | 9                     | 3                     | 21                    | 6                     | 40                    | 4                     | Eyes Open                                    |
| 2006  | Hands Open                                     | —                     | —                     | —                     | —                     | —                     | —                     | —                     | —                     | —                     | —                     | —                     | 34                    | —                     | —                     | —                     | —                     | Eyes Open                                    |
| 2006  | Set the Fire to the Third Bar                  | —                     | —                     | —                     | 41                    | —                     | —                     | —                     | 54                    | —                     | 22                    | —                     | —                     | —                     | 18                    | —                     | —                     | Eyes Open                                    |
| 2007  | Open Your Eyes                                 | 73                    | 53                    | —                     | 56                    | —                     | —                     | —                     | —                     | —                     | 21                    | —                     | —                     | —                     | 26                    | —                     | —                     | Eyes Open                                    |
| 2007  | Shut Your Eyes                                 | 15                    | —                     | 12                    | 1                     | —                     | —                     | —                     | —                     | —                     | —                     | —                     | —                     | 17                    | —                     | —                     | 26                    | Eyes Open                                    |
| 2007  | Signal Fire                                    | —                     | 22                    | —                     | 65                    | —                     | —                     | —                     | 65                    | 23                    | 2                     | —                     | —                     | —                     | 4                     | —                     | 48                    | Spider-Man 3: The Official Soundtrack        |
| 2008  | Take Back the City                             | 42                    | 31                    | 35                    | 32                    | 95                    | —                     | —                     | —                     | —                     | 4                     | —                     | 33                    | 36                    | 6                     | 40                    | 46                    | A Hundred Million Suns                       |
| 2008  | Crack the Shutters                             | 28                    | —                     | 32                    | 42                    | —                     | —                     | —                     | —                     | —                     | 32                    | —                     | —                     | 36                    | 43                    | 29                    | 72                    | A Hundred Million Suns                       |
| 2009  | If There's a Rocket Tie Me to It               | —                     | —                     | —                     | —                     | —                     | —                     | —                     | —                     | —                     | —                     | —                     | —                     | —                     | 133                   | —                     | —                     | A Hundred Million Suns                       |
| 2009  | Just Say Yes                                   | 47                    | 87                    | 38                    | 6                     | —                     | 4                     | —                     | —                     | —                     | 6                     | —                     | —                     | 2                     | 15                    | —                     | —                     | Up to Now                                    |
| 2011  | Called Out in the Dark                         | 15                    | 79                    | 23                    | 7                     | 70                    | 35                    | —                     | 78                    | —                     | 5                     | —                     | 35                    | 12                    | 11                    | —                     | 11                    | Fallen Empires                               |
| 2011  | This Isn't Everything You Are                  | 52                    | —                     | —                     | 44                    | —                     | —                     | —                     | —                     | —                     | 18                    | —                     | —                     | 52                    | 40                    | —                     | —                     | Fallen Empires                               |
| 2011  | New York                                       | —                     | —                     | —                     | 18                    | 94                    | —                     | —                     | —                     | —                     | —                     | —                     | —                     | —                     | —                     | —                     | —                     | Fallen Empires                               |
| 2012  | In the End                                     | —                     | —                     | —                     | 43                    | —                     | —                     | —                     | —                     | —                     | —                     | —                     | —                     | 35                    | —                     | —                     | —                     | Fallen Empires                               |
| 2018  | Don't Give In                                  | —                     | —                     | —                     | 12                    | —                     | —                     | —                     | —                     | —                     | —                     | —                     | —                     | —                     | —                     | —                     | —                     | Wildness                                     |